# Nicolò Zoagli
Nicolò Zoagli (Genova, 1340 – Genova, 1408) fu il 19º doge della Repubblica di Genova.

## Biografia

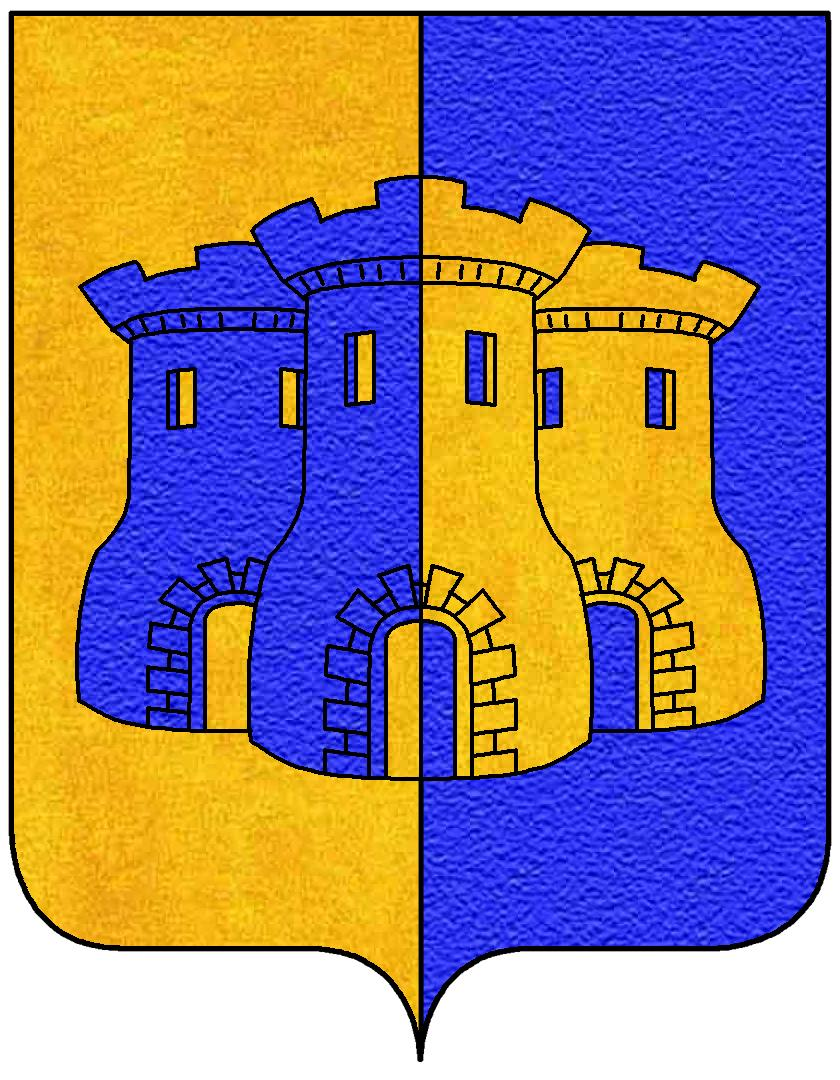
Stemma nobiliare dei Zoagli

Talvolta citato come Nicolò Zoaglio, nacque a Genova intorno al 1340 ma con origini familiari ricercabili nella riviera di Levante (Zoagli). Dottore in legge, avviò subito la propria carriera politica e "di Stato" ricoprendo diversi incarichi quale podestà di Albenga, di Chiavari e ancora di Savona; nelle colonie genovesi d'oriente, fu chiamato al ruolo di podestà di Caffa in Crimea.
In queste terre intrecciò importanti relazioni diplomatiche per la repubblica (e personali) con i Bizantini, con i Turchi e altre personalità quali Manuele II Paleologo, il re d'Ungheria Sigismondo di Lussemburgo, i cavalieri di Rodi e varie signori del luogo. Con l'accrescere dei malcontenti in patria, fu richiamato nel 1392 a Genova. Qui assistette alle vicende confuse che portarono nel breve periodo ad un susseguirsi di dogi che si alternarono tra il 1393 e il 1394.
E forse per la sua ottima ed esemplare gestione delle colonie orientali genovesi, dopo la fuga del precedente doge Antonio Montaldo per i sempre più pericolosi contrasti nobiliari tra i Montaldo e gli Adorno, fu chiamato dal collegio elettore a ricoprire la diciannovesima carica dogale (24 maggio 1394).
Nuovi intrighi e giochi di potere coinvolsero, però, pure il dogato di Nicolò Zoagli che sulle pressioni dello stesso Antonio Montaldo, e soprattutto degli avversari Antonio Guarco, Pietro Fregoso e l'arcivescovo genovese cardinal Giacomo III Fieschi, lo portarono alle spontanee dimissioni il 17 agosto dello stesso anno. Gli succederà Antonio Guarco.
Morì a Genova intorno al 1408 dove venne sepolto all'interno della demolita chiesa di San Domenico.